# Grainwhisky
Grainwhisky ('sädeswhisky') är industriellt framställd whisky som normalt görs genom fraktionerad destillation i destillationskolonn, främst använd som bas för blandwhisky (engelska blended whisky), även om det finns några typer av grainwhisky som säljs direkt till konsumenter. Skotsk grainwhisky görs på mältat korn, med eller utan tillsats av andra mältade eller omältade sädesslag. Den är betydligt billigare att framställa än maltwhisky, har normalt mindre karaktär, och smaken är inte bunden till ett specifikt destilleri på samma sätt.
Tekniskt är det inte mycket som skiljer framställningen till och med destilleringen från vanligt brännvin/vodka, men skotsk grainwhisky lagras på ekfat i minst tre år (den tid som krävs för att sprit skall få kallas whisky), och vissa typer av enzymtillsatser är inte tillåtna i mäsken. Grainwhisky som skall ingå i mer exklusiva sorters blandwhisky, eller säljas som den är, lagras längre.
Vad som är tillåtet vid framställningen, lagringen och marknadsföringen regleras i brittisk lag. 